# Adana Kebap

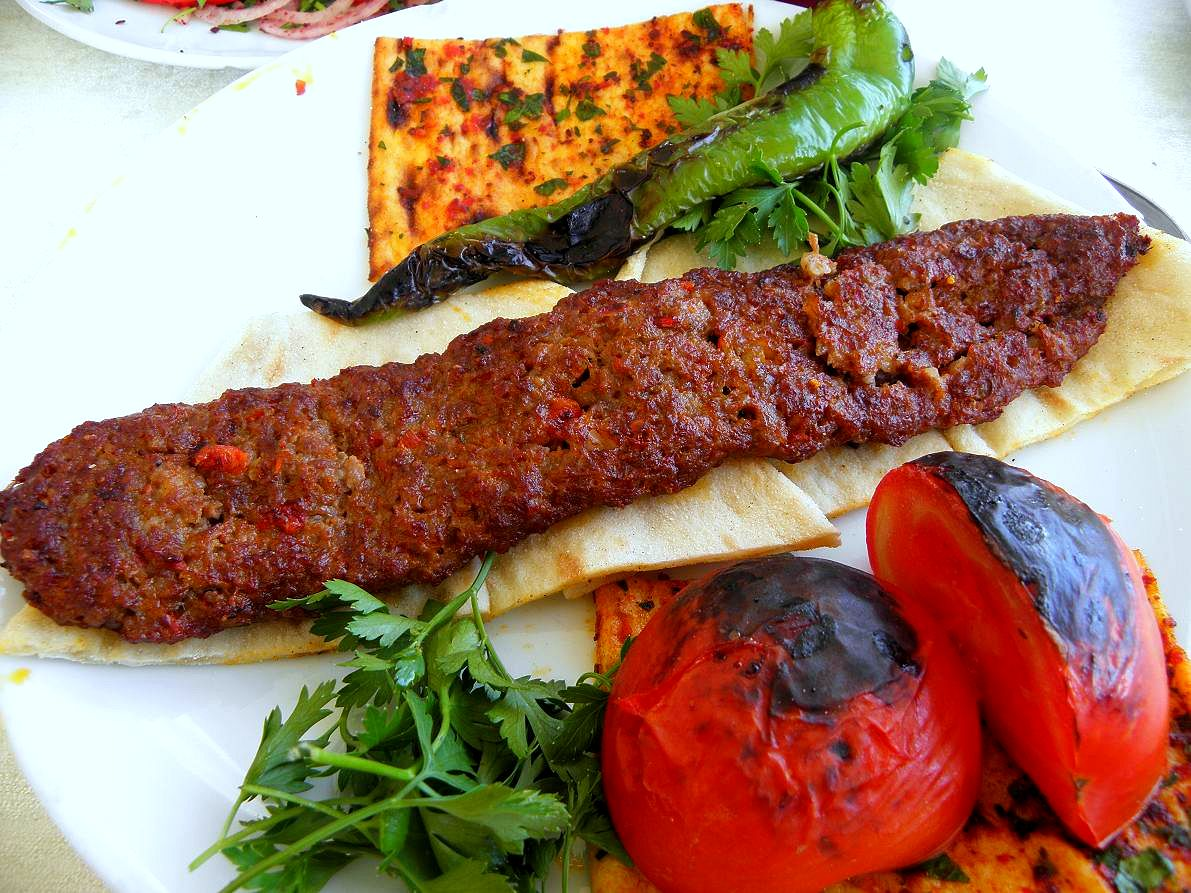
Adana Kebap mit Fladenbrot, gegrillten Tomaten und Petersilie

Adana Kebap ist ein Fleischgericht der türkischen Küche. Es ist eine Spezialität aus der türkischen Provinz Adana. Adana Kebap besteht vor allem aus auf Spießen über Holzkohle gegrilltem Hackfleisch und stellt eine scharf gewürzte Variante der Köfte dar. Dazu werden gegrillte Tomaten und Peperoni, Fladenbrot, Petersilie, Zitrone, Rettich, Blattsalat und mit Sumach gewürzte rote Zwiebeln gereicht; selten gibt es auch Reis und Cacık dazu.
Traditionell wird das Hackfleisch in Adana mittels großer Messer von Hand aus Hammel- oder Lammfleisch hergestellt. Die Fleischmasse wird mit Fett, welches von den Fettschwanzschafen aus dem Fettgewebe im Hinterteil stammt, vermischt. Gewürzt wird es mit Salz, und Chiliflocken, die auf Türkisch Pul Biber heißen und für die Schärfe sorgen. Traditionell wird der Adana Kebap nicht zusätzlich mit Zwiebeln, Knoblauch oder Petersilie gewürzt. Die fertige Masse wird in Portionen aufgeteilt, die zum Grillen um einen flachen Metallspieß herum geknetet werden.